# Ten Years After (album)
Ten Years After – debiutancki album studyjny brytyjskiego zespołu blues rockowego Ten Years After z 1967.

## Lista utworów
| 1. | "I Want to Know"                      | 2:11  |
|    |                                       |       |
| 2. | "I Can't Keep from Crying, Sometimes" | 5:24  |
|    |                                       |       |
| 3. | "Adventures of a Young Organ"         | 2:34  |
|    |                                       |       |
| 4. | "Spoonful"                            | 6:05  |
|    |                                       |       |
| 5. | "Losing the Dogs"                     | 3:03  |
|    |                                       |       |
| 6. | "Feel It for Me"                      | 2:40  |
|    |                                       |       |
| 7. | "Love Until I Die"                    | 2:06  |
|    |                                       |       |
| 8. | "Don't Want You, Woman"               | 2:37  |
|    |                                       |       |
| 9. | "Help Me"                             | 9:51  |
|    |                                       |       |
|    |                                       | 36:31 |
|    |                                       |       |

## Twórcy
- Alvin Lee – wokal, gitara
- Chick Churchill – organy, fortepian
- Ric Lee – perkusja
- Leo Lyons – gitara basowa